# Hypocaccus lopatini
Hypocaccus lopatini är en skalbaggsart som beskrevs av Alexey K. Tishechkin 2005. Hypocaccus lopatini ingår i släktet Hypocaccus och familjen stumpbaggar. Inga underarter finns listade i Catalogue of Life.